# Villeneuve-sur-Lot
Villeneuve-sur-Lot là một xã trong tỉnh Lot-et-Garonne, thuộc vùng Nouvelle-Aquitaine của nước Pháp, có dân số là 22.782 người (thời điểm 1999), là thành phố lớn thứ hai trong département Lot-et-Garonne

## Nhân khẩu học
| 1962                                                            | 1968  | 1975  | 1982  | 1990  | 1999  |
| --------------------------------------------------------------- | ----- | ----- | ----- | ----- | ----- |
| 17295                                                           | 21682 | 22307 | 23045 | 22782 | 22782 |
| Nombre retenu à partir de 1962: Population sans doubles comptes |       |       |       |       |       |

## Các thành phố kết nghĩa
- Neustadt bei Coburg, Đức